# Strafbank

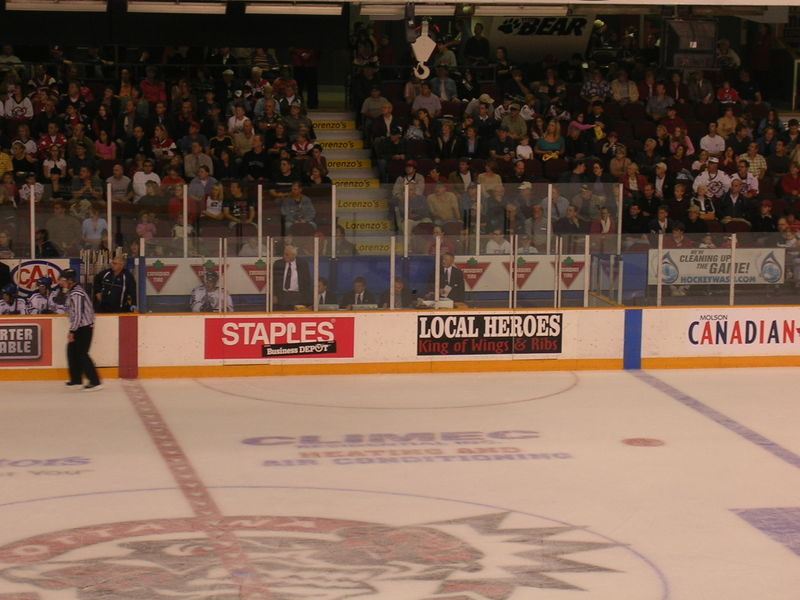
Afbeelding strafbank

Een strafbank is een bank waarop een of meer gestrafte ijshockeyspelers plaatsnemen. Iedere ijsbaan moet de beschikking hebben over twee strafbanken: een voor ieder team. De banken bevinden zich aan beide kanten van de wedstrijdofficial en tegenover de twee spelersbanken. De lengte van de strafbank is minimaal 4, de breedte minimaal 1,50 meter. Iedere strafbank heeft een deur die naar binnen toe opent. In de strafbanken mogen zich slechts bestrafte spelers en strafbank-officials bevinden. Zodra de straftijd erop zit mag de speler onmiddellijk terugkeren. Afhankelijk van welke lijn op dat moment op het ijs staat, gaat een speler soms direct naar de bank terug zodat de juiste ploeg dan weer volledig op het ijs staat. Er moeten zich minimaal 2 spelers per team tegelijk kunnen bevinden in de strafbank, 3 veldspelers is namelijk het minimum aantal spelers dat op het ijs moet staan. Mocht een derde speler een straf krijgen, gaat deze naar de strafbank, maar de straftijd telt pas als de eerste speler weg is. Overigens mag deze niet direct terugkeren in dat geval, want de derde speler mag vervangen worden als de straf nog niet loopt. Zou de eerste speler gelijk terugkeren, dan staan er 6 veldspelers op het ijs, wat ook weer een straf zou opleveren (zie Penalty (ijshockey)).